# Paradusa bilobata
Paradusa bilobata is een vlokreeftensoort uit de familie van de Ampithoidae. De wetenschappelijke naam van de soort is voor het eerst geldig gepubliceerd in 1969 door Ruffo.